# Delegación General Anaya
Se llamó delegación General Anaya a una división territorial administrativa del entonces Distrito Federal de México, entre los años de 1929 a 1941, la cual nació al desaparecerse el régimen municipal en el Distrito Federal en 1929, antes de esa fecha la demarcación era un Municipio del mismo nombre el cual fue creado en 1924.

## Historia

Croquis general de la delegación General Anaya en 1929

Al consolidarse el régimen de constitucionalista encabezado por Álvaro Obregón nacido de la Revolución mexicana, muchos de los integrantes de los cuerpos armados de alta jerarquía, fueron recompensados con concesiones varias, que incluían desde la explotación de minerales hasta el manejo de sindicatos, en algunos casos estos dirigentes se dedicaron a la urbanización de tierras agrícolas cercanas a las ciudades mexicanas.
En el caso de la Ciudad de México diferentes tierras que habían sido abandonas por la huida o muerte de sus dueños fueron apropiadas por los altos mandos de la Revolución, en muchos casos estas tierras se repartieron entre la tropa para darles vivienda o como parte del reparto agrario, siendo este último caso el menos común en el Distrito Federal, normalmente los altos jefes revolucionarios empezaron a emparentar por matrimonio o sociedad económica con las antiguas familias porfiristas, involucrándolos con los viejos proyectos de urbanización realizados durante el régimen porfirista, de donde habían nacido colonias como Las Lomas de Chapultepec o La Americana (hoy Juárez) al poniente de la ciudad, estos desarrollos dejaban altos beneficios económicos lo que motivó a muchos de los jefes revolucionarios a involucrarse de forma directa o indirecta en el negocio, al principio aprovechando las tierras abandonadas, pero al acabarse o ser insuficientes, usar como pretexto el reparto agrario para invadir con hordas de tropas revolucionarias y de gente pobre, diferentes ejidos y sobre todo ranchos y haciendas que existían en el Distrito Federal.
En el caso de la zona que ocupó la delegación General Anaya, se había convertido hacia 1920 en una zona muy codiciada, ya que se encontraba en el medio de los caminos que llevaban de la ciudad de México a Coyoacán, y de Tacubaya a Iztapalapa e Iztacalco, además de contar con dos ríos navegables como río Churubusco y río de la Piedad, lo que lo hacía unas de las pocas zonas con drenaje natural y fuentes de agua permanentes, como fuente alternativa de agua tenía la facilidad para construir pozos artesianos, siendo esta abundancia de fuentes de agua una de las claves del éxito de la hacienda de Nuestra Señora de la Soledad de los Portales, que había sido una de las más productivas del Valle de México.
Es así como estas tierras alejadas del bullicio de la Ciudad de México y cercanas a la ciudad de Coyoacán se empiezan a poblar, como tal existen dos versiones al respecto, una muy publicitada menciona que los dueños de la hacienda de Nuestra Señora de la Soledad de los Portales, ante problemas económicos debieron empezar a lotificar parte de su hacienda, creando zonas residenciales como la Colonia Portales o la Colonia Álamos, todo esto por medio de empresas privadas, como La Compañía Mexicana de Terrenos, la lo cual parece poco creíble ya que era una hacienda muy productiva con un mercado permanente en la Ciudad de México y otras poblaciones cercanas como Coyoacán, Iztapalapa, Tacubaya, etc.
La segunda versión menciona que el mismo general Álvaro Obregón por medio de un coronel invadió tierras de la hacienda de Nuestra Señora de la Soledad de los Portales y otros ranchos y hacienda de la zona con tropas, obligándolos a vender las tierras a bajo precio para luego fraccionarlas y venderlas a mayor precio, o convirtiéndolas por medio de los invasores y algunos lugareños en ejidos, los cuales luego les fueron permutados o cambiados por terrenos en otras entidades de la república, con los terrenos así cambiados los nuevos dueños privados pudieron crear colonias como la Colonia Portales, Colonia Álamos, Colonia Postal, Colonia Moderna, Colonia Niños Héroes, e incluso la Colonia Narvarte, la cual es renombrada en 1935 en honor del presidente venezolano Andrés Narvarte.
En cualquiera de los dos casos los habitantes de la zona se organizan y solicitan al Congreso de la Unión modificar la Ley Reglamentaria del Distrito Federal de 1903, para crear una nueva entidad municipal, la cual será nombrada General Anaya en honor del general mexicano Pedro María Anaya, esto lo logran en 1924, con lo cual quedan como el municipio catorce del Distrito Federal.
Entre 1924 y 1928 el municipio tiene que formarse, por lo que no existe una clara descripción de sus límites territoriales o de su organización municipal, los habitantes del municipio toman en sus manos el gobierno del municipio en forma colegiada haciendo de lado la elección de un cabildo o ayuntamiento, el cual no logran elegir por la supresión del régimen municipal en el Distrito Federal, aunque su último Presidente Municipal protesta ante la desaparición del régimen municipal, a partir del 1 de enero de 1929, con lo cual el ejecutivo de su gobierno es designado directamente por el Jefe del Departamento del Distrito Federal, es bajo este régimen que se mantiene hasta su desaparición como delegación en 1941, con la modificación del Estatuto de Gobierno del Departamento del Distrito Federal vigente desde 1929.
Una de las razones que se impuso para su desaparición fue el hecho de que este municipio tenía pocas entradas económicas, ya que el crecimiento de la zona urbana terminó por hacerlo básicamente habitacional, con una pobre o inexistente producción económica, es así como ante esta falta de recursos que se le desaparece y pasa a formar parte del Departamento Central, del cual solo saldrá con la desaparición del mismo en 1970, con su división en cuatro delegaciones, parte la totalidad de su territorio hoy en día su territorio forma parte de la delegación Benito Juárez.

## Territorio
La delegación o municipio General Anaya tenía por límites las actuales vialidades de:
- Al Norte, Viaducto Miguel Alemán.
- Al Poniente, la Avenida Universidad.
- Al Sur, Circuito Interior.
- Al oriente, la calle de Andrés Molina Enríquez, Playa de la Cuesta, Avenida Presidente Plutarco Elías Calles,  Calzada Santa Anna y Calzada de Tlalpan.

Su única sede delegacional y municipal se encontraba en la manzana formada por las calles de Zacahuitzco, Orinoco, Normandía y Calzada de Tlalpan, en la actual colonia María del Carmen.

## Anécdotas
Al formarse el municipio en 1924 una de las primeras medidas que tomó el ayuntamiento designado para iniciar los trabajos de formación del municipio, debió afrontar las exigencias de varios desarrolladores urbanos los cuales invadían los terrenos de las haciendas y ranchos de la zona, los cuales exigían al nuevo régimen ser dotados de servicios y regularizar su posesión de las tierras que habían ocupado, como el ayuntamiento estaba formado en su mayoría por los dueños de esos terrenos se negaron a hacerlo y amenazaron con solicitar la fuerza pública para recuperarlos, a lo cual respondió el régimen encabezado por el presidente Plutarco Elías Calles con mandar a arrestar y disolver ese primer cuerpo municipal.

## Presidentes Municipales
- Horacio V. Garza (1924) (Primer Presidente Municipal, destituido y encarcelado)
- Roberto Serrano (1924 a 1925) (Asume el mando por orden del Departamento Central)
- Carlos Pérez Guerrero (1925)
- Luis Serrano (1926 a 1928)[8]